# ブリンクマン数
ブリンクマン数 (ブリンクマン数、Br)は壁から粘性流体に対しての熱伝導に関する無次元数であり、主に高分子加工の際に用いられる。複数の定義が存在するが、その内の一つは以下のように表される。
{\displaystyle \mathrm {Br} ={\frac {\mu u^{2}}{\kappa (T_{w}-T_{0})}}=\mathrm {Pr} \,\mathrm {Ec} }
ここで
- μは絶対粘度
- uは流速
- κは熱伝導率
- T0は粘性流体の温度
- Twは壁の温度
- Prはプラントル数
- Ecはエッカート数である。[1]

この値は粘性散逸によって生じる熱と分子間伝導によって輸送される熱の比を表す。すなわち、外部からの加熱に対する粘性熱生成の比である。値が大きいほど、粘性散逸によって生じる熱の伝導が遅くなり、温度上昇が大きくなる。
スクリュー押出機の例を挙げると、ポリマーの溶融のためのエネルギーは主に二つの供給源から供給される。
- 異なる速度の流体間のせん断により発生する粘性熱
- 押出機の壁からの直接的な熱伝導

前者はスクリューを回転させるモーターにより供給され、後者はヒーターにより供給される。ブリンクマン数はその二種の熱の比である。